# Blepharita carpathica
Blepharita carpathica är en fjärilsart som beskrevs av Kaucki 1922. Blepharita carpathica ingår i släktet Blepharita och familjen nattflyn. Inga underarter finns listade i Catalogue of Life.